# Monika Borzym
Monika Borzym (tiếng Ba Lan: [mɔˈnika ˈbɔʐɨm]; sinh ngày 3 tháng 3 năm 1990) là một nữ ca sĩ nhạc jazz người Ba Lan từng theo học tại Học viện âm nhạc Los Angeles. Album đầu tay của cô là Girl Talk được phát hành năm 2011 và giành chứng chỉ bạch kim tại Ba Lan.

## Lịch sử hoạt động

### Đầu đời và giáo dục (1998–2008)
Monika Borzym bắt đầu học nhạc vào năm 1998, cô bắt đầu đăng ký học tại trường dạy nhạc Warszawa và chơi đàn piano. Từ tháng 8 năm 2005 đến tháng 6 năm 2006, cô chuyển sang sống ở Mỹ và theo học Trường trung học John Herseyl tại Arlington Heights, Illinois, qua đó bắt đầu học jazz ứng tác từ Gail Bisesi tại Chicago.
Sau khi trở về Ba Lan, cô tiếp tục nghiệp học vấn tại Trường trung học âm nhạc công lập Fryderyk tại Warszawa, cụ thể là lớp học hát Jazz (một ca sĩ nhạc jazz khác tên là Aga Zaryan từng theo học lớp này vài năm trước). Năm 2008, Borzym nhận một học bổng để đi du học tại Đại học Miami – Trường dạy nhạc Frost, tại đây cô theo học các lớp của những nhạc sĩ jazz như Lisanne Lyons, Dante Luciani, Chuck Bergeron, Larry Lapin và Greg Gisbert.

## Đời tư
Năm 2010, Borzym kết hôn với Makary Janowski – con trai của ca sĩ kiêm người dẫn truyền hình Robert Janowski; cặp đôi từng sống chung tại Los Angeles. Họ ly hôn sau 5 năm gắn bó.
Năm 2019, Borzym hạ sinh đứa con đầu lòng với phối ngẫu của cô – nhạc sĩ người Ba Lan Michał Bryndal.

## Danh sách đĩa nhạc

### Album phòng thu
| Tựa                | Chi tiết album                                                                | Vị trí xếp hạng cao nhất | Chứng chỉ        |
| Tựa                | Chi tiết album                                                                | POL                      | Chứng chỉ        |
| ------------------ | ----------------------------------------------------------------------------- | ------------------------ | ---------------- |
| Girl Talk          | - Phát hành: 3 tháng 10 năm 2011 - Hãng đĩa: Sony Music Entertainment Poland  | 9                        | - ZPAV: Bạch kim |
| My Place           | - Phát hành: 15 tháng 10 năm 2013 - Hãng đĩa: Sony Music Entertainment Poland | 18                       | - ZPAV: Vàng     |
| Back to the Garden | - Phát hành: 28 tháng 10 năm 2016 - Hãng đĩa: Sony Music Entertainment Poland |                          |                  |
| Jestem przestrzeń  | - Phát hành: 28 tháng 7 năm 2017 - Hãng đĩa: Agora                            | 11                       |                  |

### Đĩa đơn
| Tựa            | Năm  | Album                             |
| -------------- | ---- | --------------------------------- |
| "Appletree"    | 2011 | Girl Talk                         |
| "Zniknąć stąd" | 2013 | đĩa đơn không nằm trong album nào |
| "Off to Sea"   | 2013 | My Place                          |